# Mandate
Mandate fue una revista pornográfica mensual para hombres homosexuales. Se publicó en Estados Unidos y se distribuyó internacionalmente desde abril de 1975. Al igual que otras revistas del Grupo Mavety, como Black Inches, cerró en 2009.

## Historia
Modernismo Publications, Ltd. (MP) publicó Mandate, Honcho y Playguy, populares revistas para hombres homosexuales. MP fue fundada en 1974 por George Mavety con la publicación de Dilettante, que cerró en marzo de 1975. Al mes siguiente, su sucesora, Mandate, apareció en los quioscos bajo la dirección de John Devere.
Mandate fue concebida como una revista de erotismo, noticias y entretenimiento para hombres homosexuales. Cada número mensual, además de exhibir muestras artísticas de desnudos masculinos y ficción erótica, contenía reseñas de libros, películas y grabaciones de interés para la comunidad gay e informaba sobre eventos sociales, políticos y culturales relacionados con el movimiento de liberación gay.
Joseph Arsenault sucedió a Devere como editor. Para cuando Sam Staggs asumió la dirección, tras Arsenault, Mandate ya contaba con una tirada de más de 100 000 ejemplares y gozaba de la reputación de ser la revista para hombres gay más importante de Estados Unidos. El sueño de Staggs era convertirla en el equivalente gay de Playboy o Penthouse.
Tras el fallecimiento del editor y novelista Stan Leventhal, Doug McClemont revitalizó la olvidada Mandate. McClemont fue nombrado editor jefe durante el crucial período de mediados de la década de 1990, cuando la sexualidad gay se encontraba posiblemente en su punto más transitorio. La crisis del sida había alterado la percepción del público general sobre la pornografía y las relaciones entre personas del mismo sexo. Mandate cesó sus publicaciones el 11 de mayo de 2009, junto con todas las demás revistas propiedad de Mavety Media Group.